# Moon Dailly
Moon Dailly, née Monira Dailly (23 de abril de 1981), é uma atriz franco-americana, de origem americana da parte de seu pai e cambojana da parte de sua mãe. Ela ficou particularmente conhecida por ter atuado com Jean Dujardin no filme OSS 117 : Rio ne répond plus.

## Biografia
Ela passou a primeira parte de sua vida em vários países, incluindo Japão, Catar, Senegal, Ruanda, Suécia, Hong Kong e Estados Unidos. Mudou-se para a França em 1997 e, após se formar em direito, formou-se no Instituto de Estudos Políticos de Paris (Sciences Po). Ela experimentou música, dança, teatro, apareceu em diversos curtas-metragens, atuou em peças e séries antes de finalmente se tornar colunista do Hit Machine. A partir de 2005, trabalhou no W9, onde apresentou o E-Classification, uma espécie de Top 50 de músicas baixadas. Ela também co-apresentou Takeshi's Castle no W9 com Thierry Roland à partir de outubro de 2006. Ela também apresenta Cinéstyle, um programa de análise de moda no canal OCS Géants.
Ela se destacou por ter atuado com Jean Dujardin no filme OSS 117 : Rio ne répond plus. Ela também foi notada na série Crossing Lines como Anne-Marie. Ela foi casada com o ator britânico Chris Vance.

## Filmografia

### Cinema
| Ano  | Título                         | Personagem            | Direção                        | Detalhes                                                   | Ref.   |
| ---- | ------------------------------ | --------------------- | ------------------------------ | ---------------------------------------------------------- | ------ |
| 2004 | Hautement Populaire            |                       | Philippe Lubac                 | Curta-metragem                                             |        |
| 2005 | Minuit 14                      | Opium                 | Kouhyan Parandi                | Curta-metragem                                             | [ 5 ]  |
| 2006 | Paris, je t'aime               |                       | Olivier Assayas                |                                                            | [ 5 ]  |
| 2006 | Le Frelon vert                 | Jornalista (narração) |                                | Curta-metragem                                             | [ 6 ]  |
| 2008 | La Volière                     |                       | Philippe Landoulsi             | Curta-metragem                                             | [ 5 ]  |
| 2009 | OSS 117 : Rio ne répond plus   | A Condessa            | Michel Hazanavicius            | Contracenando com Jean Dujardin                            |        |
| 2009 | Le Coach                       | A intérprete          | Olivier Doran                  |                                                            |        |
| 2010 | L'Autre Monde                  | Sam                   | Gilles Marchand                | A prostituta, a compradora e a voz do jogo no Buraco Negro | [ 7 ]  |
| 2011 | The Prodigies                  | Melanie Killian       | Antoine Charreyron             | Creditada como Moon Dailly Monira                          | [ 8 ]  |
| 2011 | On ne choisit pas sa famille   | Aeromoça tailandesa   | Christian Clavier              |                                                            |        |
| 2012 | La Vérité si je mens ! 3       |                       | Thomas Gilou                   |                                                            | [ 5 ]  |
| 2013 | Jack et la mécanique du coeur  | A menina loira        | Stéphane Berla Mathias Malzieu | Animação musical                                           | [ 9 ]  |
| 2018 | Je ne suis pas un homme facile | A treinadora de boxe  | Éléonore Pourriat              |                                                            | [ 10 ] |

### Televisão
| Ano       | Título                               | Personagem      | Detalhes                             |
| --------- | ------------------------------------ | --------------- | ------------------------------------ |
| 2008      | Cinq Sœurs                           |                 |                                      |
| 2009      | Beauté fatale                        |                 |                                      |
| 2011-2012 | Commissaire Magellan                 |                 | Episódios 4 a 9                      |
| 2012      | Le Transporteur                      |                 | Episódio 2, 1ª temporada (Prototype) |
| 2012      | Les Fauves                           | Lua da Floresta | Direção de José Pinheiro             |
| 2012      | Platane                              |                 |                                      |
| 2013      | Crossing Lines                       |                 |                                      |
| 2018      | Commissaire Magellan                 |                 | Episódio La Belle équipe             |
| 2024      | Plus belle la vie, encore plus belle | Meïline Liao    | 1ª temporada, episódios 1 a 161      |
| 2024      | Meurtres à Meaux                     | Legista         |                                      |

### Vídeo game
| Ano  | Título                              | Personagem      | Detalhes       | Ref.   |
| ---- | ----------------------------------- | --------------- | -------------- | ------ |
| 2005 | Getting Up: Contents Under Pressure | Tina (narração) |                |        |
| 2006 | Dark Messiah: Might and Magic       | Xana (narração) | Versão inglesa | [ 11 ] |